# Dub uherský u Italské ulice
Dub uherský u Italské ulice v Praze se nachází v areálu polikliniky v Italské ulici, u hlavního vchodu z Helénské ulice. Tento dub uherský, správněji dub balkánský (Quercus frainetto), pochází z původní sadové úpravy prostoru východně nad kolejištěm Hlavního nádraží, z doby dávno před výstavbou budovy polikliniky. Má rovný kmen, který se poměrně vysoko dělí na několik mohutných větví rostoucích vzhůru, takže je habitus stromu celkově užší, než bývá u tohoto druhu obvyklé. To je ovlivněno i blízkostí budovy polikliniky, která je již o něco nižší.

## Základní údaje
- rok vyhlášení: 1998
- odhadované stáří:  asi 140 let (v roce 2019)
- obvod kmene: 265 cm (1996), 278 cm (2003), 289 cm (2009), 291 cm (2013)
- výška: 19 m (2009)
- výška koruny: 15 m (2009)
- šířka koruny: 16 m (2009)

## Stav stromu
Zdravotní stav je hodnocen jako velmi dobrý. Kvůli blízkosti budovy polikliniky a vchodu do ní je potřebné korunu průběžně redukovat a odstraňovat suché větve.

## Další zajímavosti
Tento druh dubu má nápadně velké listy – na jaře svěže zelené, přes léto mírně tmavnou, na podzim se barva mění na žlutohnědou a na zimu opadávají. V Česku je s výjimkou jižní Moravy (Podyjí) v přirozeném prostředí vzácný. V Praze je další památný exemplář, dub uherský u Palaty, který je ještě mohutnější (v roce vyhlášení 2011 měl výšku asi 24 metrů a obvod kmene 335 cm).
Dub u Italské ulice není příliš nápadný, je v areálu polikliniky poměrně skrytý. Asi 100 m od něj, u Riegrových sadů, je zastávka pražské MHD Na Smetance.

## Významné stromy v okolí
- Dub taborský u Národního muzea – Čelakovského sady
- Jinan na Novém Městě – v Panské ulici
- Pavlovnie plstnatá na Novém Městě – Vrchlického sady